# Torradora

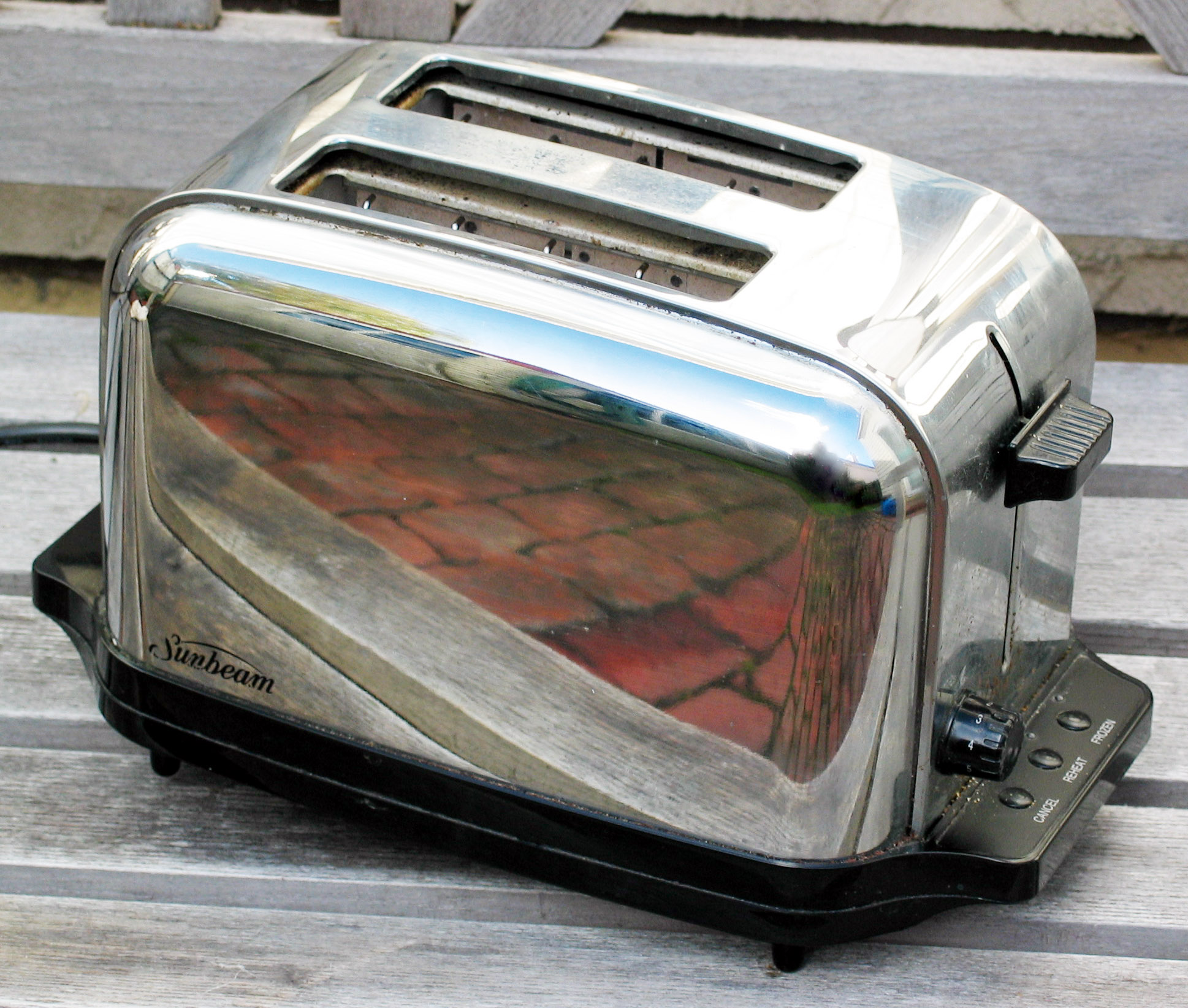
Torradora

Una torradora és un aparell que serveix per a torrar alguna cosa, principalment pa, tot i que s'hi poden posar altres aliments. Bàsicament es tracta d'una o diverses resistències elèctriques entre les quals se situa l'aliment a processar mitjançant escalfor.
És considerat un electrodomèstic de cuina i s'ha anat perfeccionant des de la seva invenció el 1909. Moltes torradores tenen un senzill sistema de control que treu fora la torrada un cop està feta per evitar que es cremi. La torradora torna el pa lleugerament caramelitzat, amb menys aigua, dur i cruixent, cosa que possibilita que s'unti amb més facilitat amb tomàquet, all, saïm, mantega o cremes diverses.
El 1925, la torradora de Charles Strite, tenia un temporitzador, permetia escalfar el pa pels dos costats a la vegada i expulsava el pa quan havia acabat. Va tenir un gran èxit per part de la població.

## Tipologia
Les torradores domèstiques més habituals són l'electrodomèstic torradora, amb superfícies escalfadores oposades, i el forn torrador. Un tercer tipus, que es troba més freqüentment als restaurants, té una cinta transportadora de malla metàl·lica que gira sense fi i fa passar el pa sota elements de calor permanentment en funcionament.

### Torradores domèstiques
En les torradores domèstiques, un sol tros de pa vertical es deixa caure en una ranura per la part superior de la torradora. Es pressiona una palanca al costat de la torradora, fent així baixar el pa dins la torradora i activant els elements de calefacció. La durada del cicle de torrat (i per tant el grau de torrat) és ajustable mitjançant una palanca, un botó o una sèrie de polsadors, i quan un dispositiu intern determina que el cicle de torrat s'ha completat, el torrador s'apaga i un mecanisme fa pujar el pa a la seva posició inicial.
Antigament l'operació de torrat era controlada per un temporitzador basat en un rellotge mecànic, amb el qual l'usuari podia ajustar el temps de funcionament del temporitzador per determinar el grau de torrat. L'inconvenient d'aquest sistema es troba en què les superfícies escalfadores de la torradora estaven ja calentes en una operació que no fos realitzada en fred, torrant més les successives llesques de pa que la primera. Les torradores fetes des de la dècada del 1930 fan servir un sensor tèrmic per tal de torrar sempre al mateix punt les llesques de pa. Amb aquest sistema, és normal que el primer cicle trigui més temps que els posteriors. Al igual que amb el temporitzador, l'usuari pot ajustar el grau de torrat que desitja.
La majora de les torradores domèstiques processen fins a dues llesques de pa per cicle, per hi ha torradores domèstiques que admeten més quantitat de pa. L'acabat exterior de l'aparell pot assolir un gran nombre d'estils, incloent-hi els metàl·lics i els lacats, d'una gran gamma de colors.
Més enllà de la funció bàsica de torrat, algunes torradores domèstiques ofereixen funcions addicionals. com ara:
- Torrar per una sola cara
- Selecció de quines de les superfícies torradores han d'escalfar
- Ranures de diferents profunditats, longituds i amplades, per adaptar-se a diversos tipus de pa
- Dispositius que fan que el pa sobresurti de l'aparell un cop torrat, per tal d'extreure-ho amb més facilitat

### Forns torradors

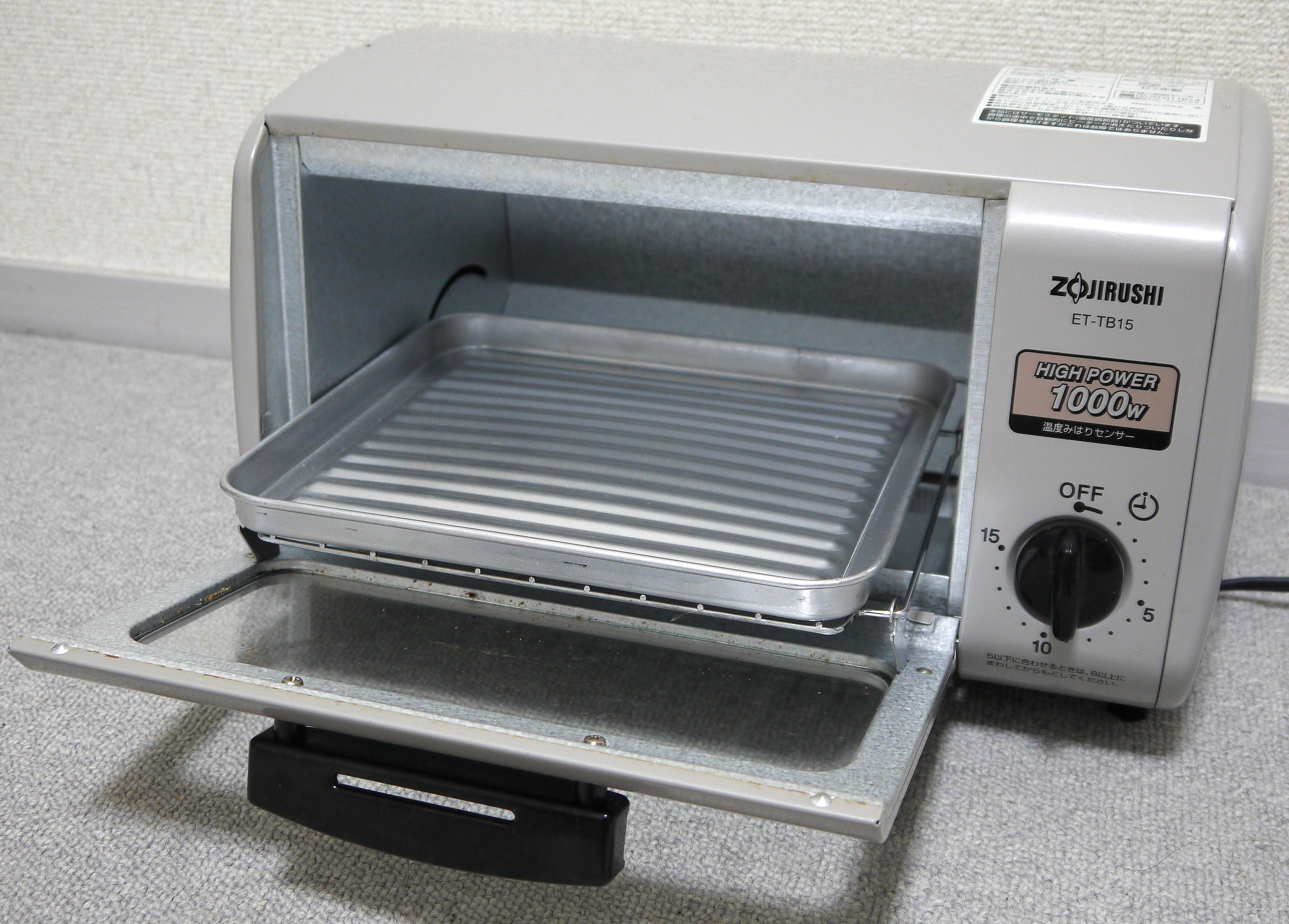
Forn torradora japonès

Els forns torradora són essencialment petits forns convencionals. S'obre una porta frontal, es col·loquen rodanxes de pa (o altres aliments) orientades horitzontalment en un bastidor amb elements de calor per sobre i per sota, i es tanca la porta. Uns controls exteriors permeten controlar el grau de torrat, que no s'activa mentre la porta està oberta. En la majoria dels casos, la porta ha d'obrir-se manualment, tot i que també hi ha forns de torradora amb portes que s'obren automàticament. Com que el pa se situa horitzontalment, es pot utilitzar un forn torradora per a cuinar pa torrat amb aliments a sobre, com ara pa amb all, entrepans o torrades amb formatge. Els forns de torradora són generalment més lents per fer torrades que els domèstics, prenent entre 4 i 6 minuts en comparació amb els 2-3 minuts d'aquests. A més dels controls de torrat automàtic, els forns torradora solen tenir uns controls habituals de forn per a permetre l'ús de l'aparell com un petit forn.
Les funcions addicionals dels forns de torradora poden incloure:
- Control de quins elements calefactors actuaran, que permeten escollir un o dos dels sistemes escalfadors

- Accessoris per a la col·locació de l'aliment en una posició elevada dins el forn

### Torradores amb cinta transportadora

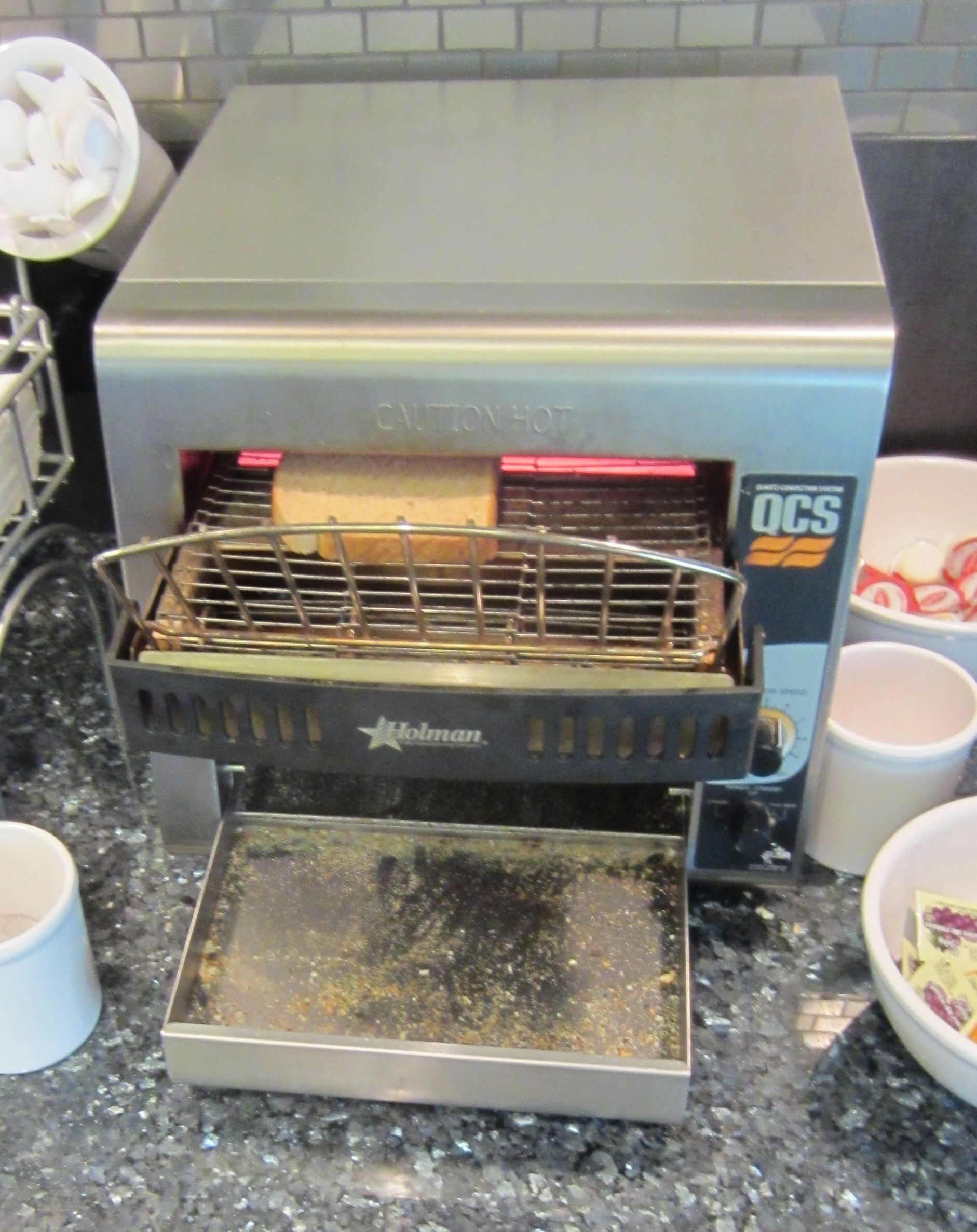
Torradores amb cinta transportadora

Les torradores amb cinta transportadora estan dissenyades per fer moltes rodanxes de pa torrat de forma continua. S'utilitzen generalment en la indústria de la restauració, en restaurants, cafeteries, en instal·lacions de cuina i en altres operadors de menjar comercial, quan cal un torrat constant o de gran volum. El control de la cocció en aquesta torradora pot ajustar la velocitat de la cinta transportadora, alterant així el temps durant el qual el pa és sota els elements de calor.

## Història

Graelles. Servien per apropar els aliments al foc o les brases i girar-los. Es poden considerar com la torradora anterior a l'ús de l'electricitat.

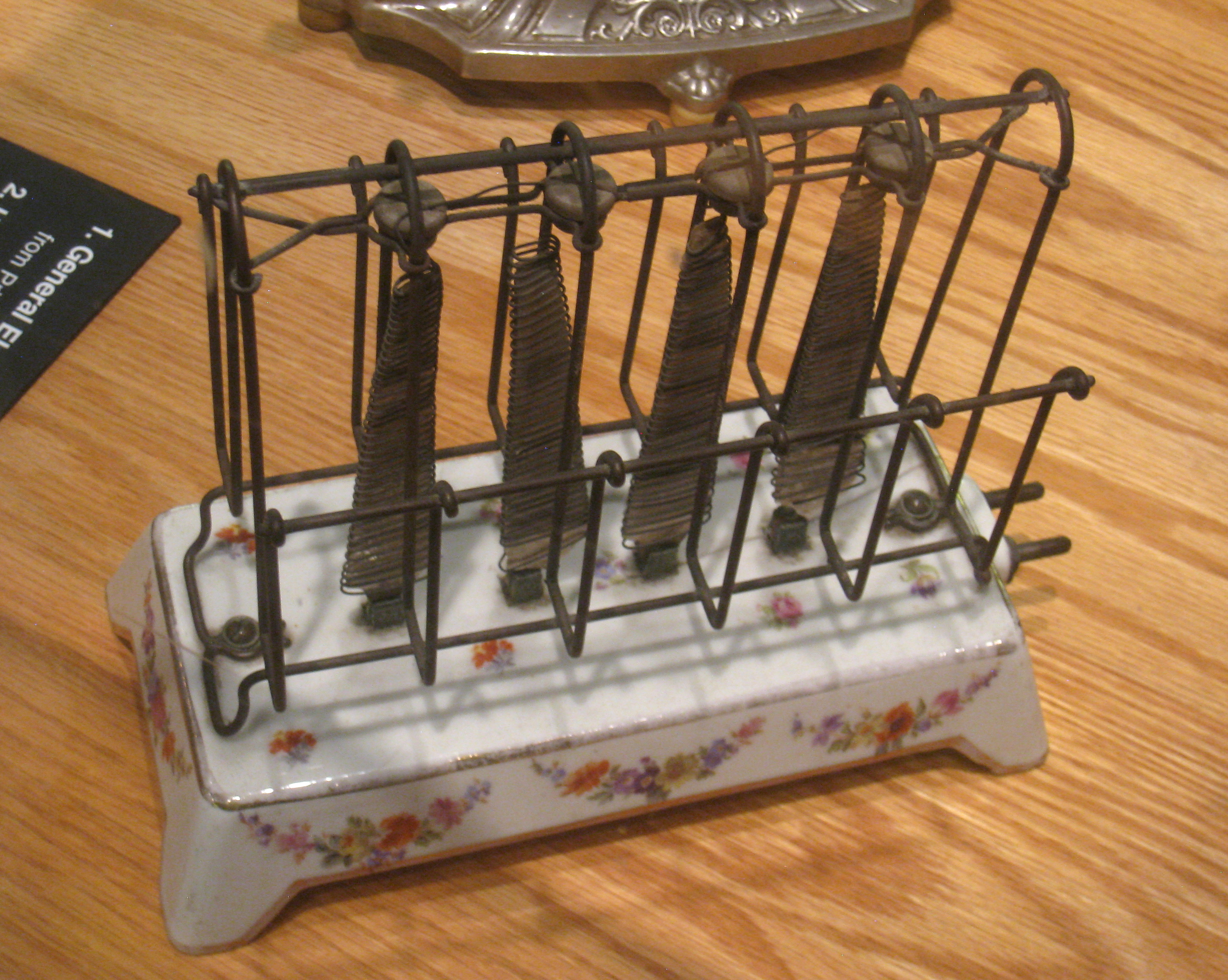
Torradora model D-12 de General Electric, de la dècada del 1910

Abans del desenvolupament de la torradora elèctrica, el pa de motlle es torrava col·locant-lo dins un marc de metall o subjectat en una forquilla, aguantant-lo a prop d'un foc o sobre una graella. A començaments del segle xix van aparèixer estris per torrar el pa que es feien servir sobre flames, incloent-hi estris decoratius.

### Desenvolupament dels elements calefactors
El problema tècnic inicial, durant el desenvolupament dels elements calefactors, va consistir en què foren capaços d'escalfar-se repetidament a les temperatures necessàries per a torrar el pa sense trencar-se o sense esdevenir massa fràgils. Un repte tècnic similar, en el camp de la il·luminació, va dur a la invenció de les primeres bombetes incandescents, per Joseph Swan i Thomas Edison. La diferència essencial entre ambdós problemes tècnics fou que les bombetes es van aprofitar del buit, quelcom inaplicable a les torradores.
Els primers intents de produir aparells elèctrics amb cablejat de ferro van fracassar, perquè el cablejat es fonia fàcilment, amb el corresponent risc d'incendi. El problema dels elements calefactors el va solucionat en 1905 un jove enginyer, Albert Marsh, qui va dissenyar un aliatge de níquel i crom, conegut sota el nom de Nicrom.
La primera torradora elèctrica comercialment exitosa va ser introduïda per General Electric en 1909: fou el model GE D-12.

### Torradores per dues bandes i torradores automatitzades
En 1913, Lloyd Groff Copeman i la seva dona Hazel Berger Copeman van sol·licitar diverses patents de torradora. Aquell mateix any, la seva empresa, Copeman Electric Stove Company, va introduir la torradora automàtica amb torner de pa. L'empresa també produïa una torradora que girava la torrada. Abans d'aquest invent, les torradores elèctriques torraven el pa només per una banda i un cop torrades l'usuari havia de girar el pa manualment per a torrar-ho per l'altra banda. La torradora de Copeman girava el pa sense haver de tocar-lo.
La torradora automàtica que ejecta la torrada després de torrar-la va ser patentada per Charles Strite en 1921. En 1925, utilitzant una versió de la torradora de Strite com a punt de partida, Waters Genter Company va introduir el seu model 1-A-1 Toastmaster, la primera torradora domèstica que podia torrar el pa per ambdós costats simultàniament i després ejectava el pa. Aquest model incorporava, a més, un temporitzador per desconnectar els elements calefactors.
A mitjans del segle xx, algunes torradores de gamma alta dels Estats Units incorporaven un sistema de baixada i pujada de les torrades automàtic, sense controls ni palanques, simplement deixant caure el pa en un dispositiu elevador. Per exemple, un d'aquest model va ser el Sunbeam Radiant Control, que es va fabricar des de finals dels anys 1940 fins als anys 60. El grau de torrat del pa es determina mitjançant un petit sensor bimetàl·lic accionat per la calor que passa a través de la torrada. Quan el sistema detecta que el pa està fet, fa sortir la torrada ja acabada. Aquesta detecció de la calor que passa a través de la torrada fa que, independentment del tipus de pa, blanc o integral, o de la temperatura inicial del pa, fins i tot congelat, el pa sempre es torra amb la mateixa intensitat.